# Liste der Biografien/Wills
Liste der Biografien |
Portal Biografien |
Personensuche
# |
A |
B |
C |
D |
E |
F |
G |
H |
I |
J |
K |
L |
M |
N |
O |
P |
Q |
R |
S |
T |
U |
V |
W |
X |
Y |
Z |
?
 
Wa |
Wc |
Wd |
We |
Wh |
Wi |
Wj |
Wl |
Wn |
Wo |
Wr |
Ws |
Wt |
Wu |
Ww |
Wy |
Wz
 
Wia |
Wib |
Wic |
Wid |
Wie |
Wif |
Wig |
Wih |
Wii |
Wij |
Wik |
Wil |
Wim |
Win |
Wio |
Wip |
Wir |
Wis |
Wit |
Wiv |
Wiw |
Wix |
Wiz
 
Wila |
Wilb |
Wilc |
Wild |
Wile |
Wilf |
Wilg |
Wilh |
Wili |
Wilj |
Wilk |
Will |
Wilm |
Wiln |
Wilo |
Wilp |
Wilr |
Wils |
Wilt |
Wilu |
Wilw |
Wily |
Wilz
 
Willa |
Willb |
Willc |
Willd |
Wille |
Willf |
Willg |
Willh |
Willi |
Willj |
Willk |
Willm |
Willn |
Willo |
Willr |
Wills |
Willu |
Willv |
Willw |
Willy
Die Liste der Biografien führt alle Personen auf, die in der deutschsprachigen Wikipedia einen Artikel haben. Dieses ist eine Teilliste mit 60 Einträgen von Personen, deren Namen mit den Buchstaben „Wills“ beginnt.

## Wills
- Wills Moody, Helen (1905–1998), US-amerikanische TennisspielerinHelen Wills Moody (1905–1998)

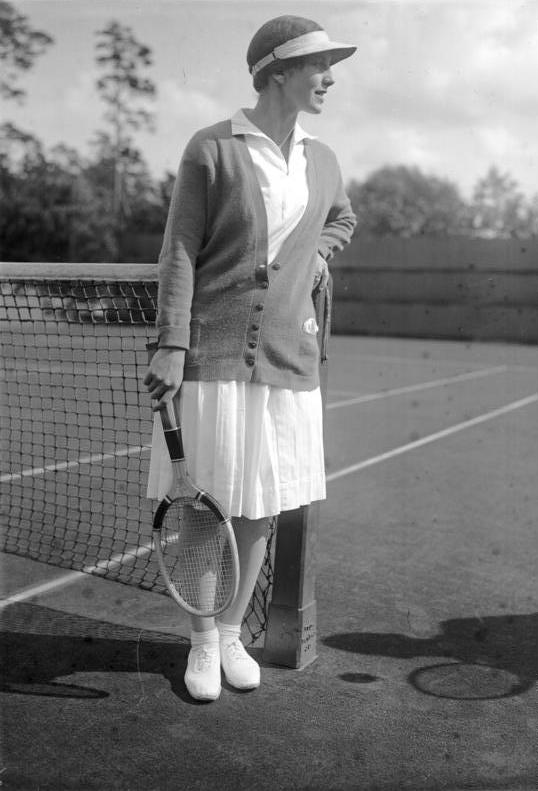
Helen Wills Moody (1905–1998)

- Wills, Anneke (* 1941), britische Schauspielerin
- Wills, Beverly (1933–1963), US-amerikanische Film- und Fernsehschauspielerin
- Wills, Bob (1905–1975), US-amerikanischer Country-Musiker, Bandleader und Begründer des Western Swing
- Wills, Chill (1902–1978), US-amerikanischer Film- und Theaterschauspieler sowie Musiker
- Wills, Craig D., US-amerikanischer Offizier, Generalmajor der US Air Force
- Wills, Darryl (* 1961), US-amerikanischer Automobilrennfahrer
- Wills, Frank (1948–2000), US-amerikanischer Wachmann im Watergate Hotel
- Wills, Harry (1889–1958), US-amerikanischer Boxer
- Wills, Henry Overton III (1828–1911), britischer Industrieller und Wohltäter
- Wills, James (1790–1868), irischer Dichter, Autor und Biograf
- Wills, Jedrick (* 1999), US-amerikanischer American-Football-Spieler
- Wills, Jörg (* 1937), deutscher Mathematiker
- Wills, Kelsie (* 1993), neuseeländische Volleyball, Beachvolleyball- und Rugbyspielerin
- Wills, Lawrence M. (* 1954), US-amerikanischer Judaist
- Wills, Leonard Johnston (1884–1979), britischer Geologe
- Wills, Lucy (1888–1964), britische Medizinerin
- Wills, Marcus (* 1972), australischer Maler
- Wills, Mark (* 1973), US-amerikanischer Country-Sänger
- Wills, Mary (1914–1997), US-amerikanische Kostümbildnerin
- Wills, Maximilian (* 2002), deutscher Enduro- und Motocrosssportler
- Wills, Michael, Baron Wills (* 1952), britischer Politiker (Labour), Mitglied des House of Commons
- Wills, Rick (* 1947), britischer BassistRick Wills (* 1947)

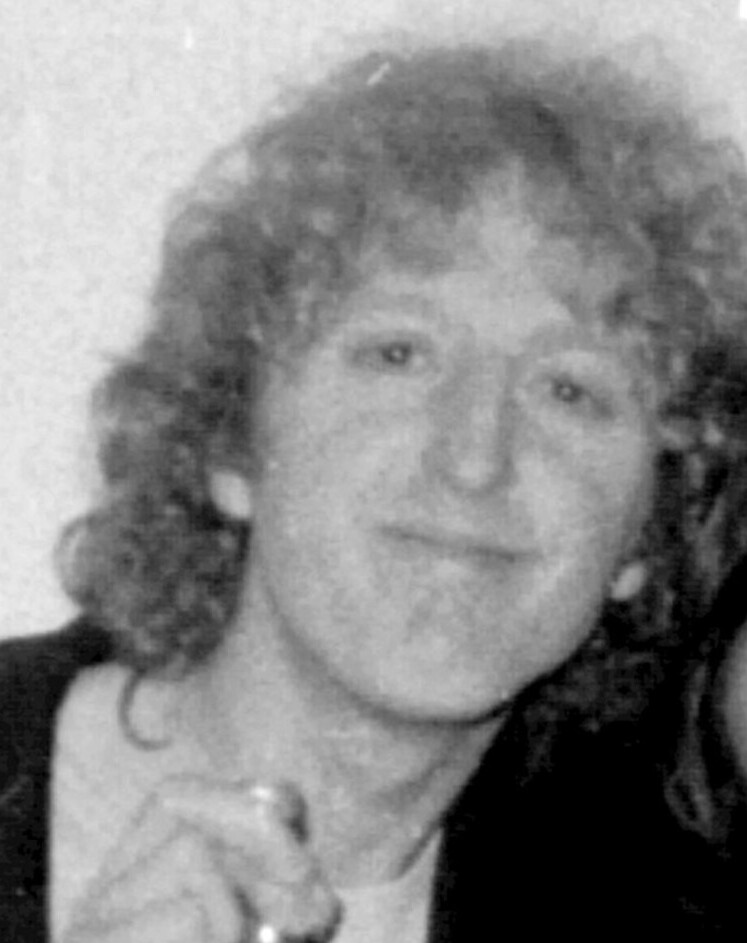
Rick Wills (* 1947)

- Wills, Ryan (* 1988), neuseeländischer Straßenradrennfahrer
- Wills, Simon (* 1957), englischer Posaunist, Dirigent und Komponist
- Wills, Viola (1939–2009), US-amerikanische Sängerin, Pianistin und Songautorin
- Wills, William Gorman (1828–1891), irischer Dramatiker
- Wills, William Henry (1882–1946), US-amerikanischer Politiker
- Wills, William John (1834–1861), englischer Landvermesser

### Willsb
- Willsberger, Johann (* 1941), österreichischer Fotograf, Autor und Verleger

### Willsc
- Willsch, Heinz (* 1936), deutscher Fußballspieler
- Willsch, Klaus-Peter (* 1961), deutscher Politiker (CDU), MdBKlaus-Peter Willsch (* 1961)

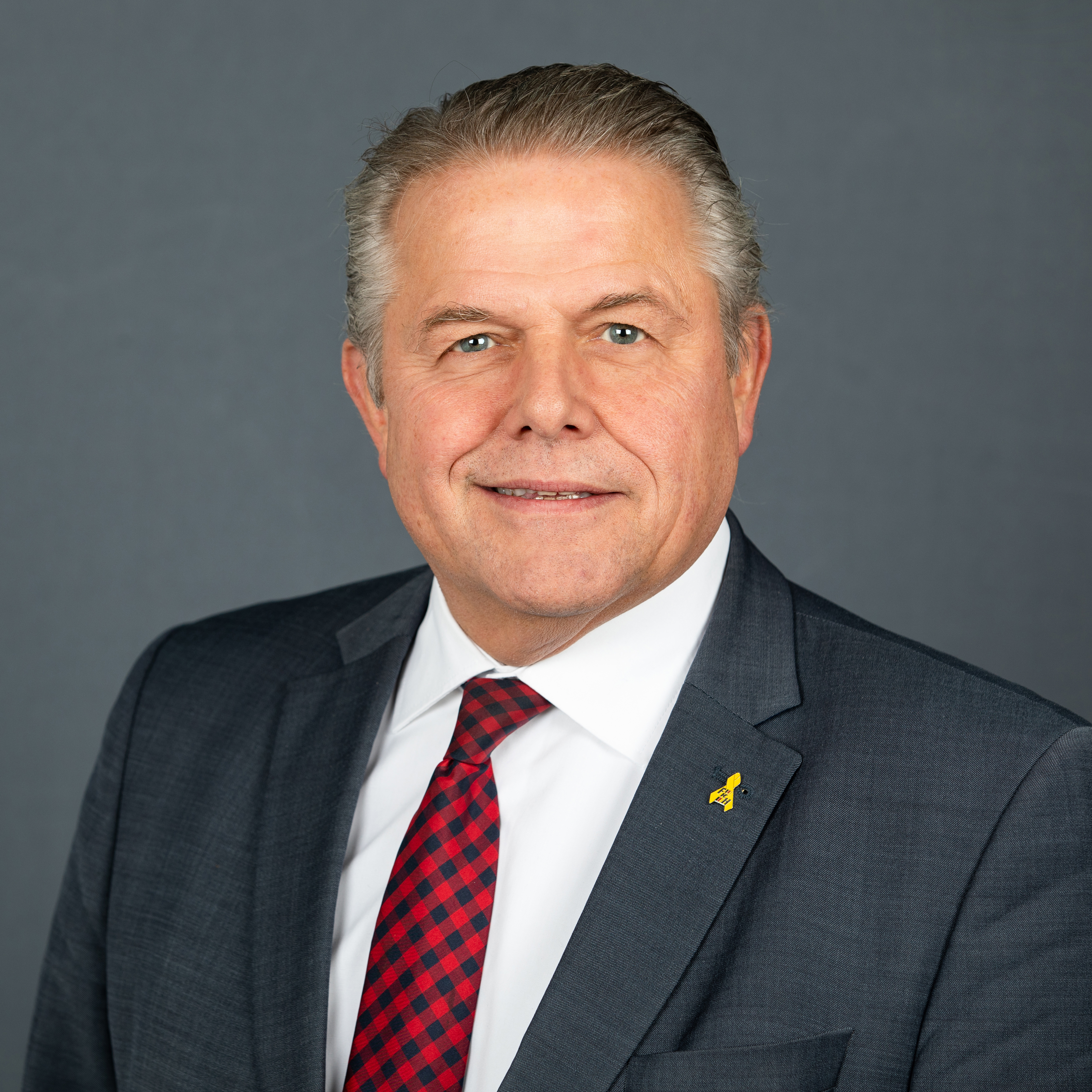
Klaus-Peter Willsch (* 1961)

- Willsch, Marius (* 1991), deutscher Fußballspieler
- Willscheid, Bernd (* 1958), deutscher Direktor des Roentgen-Museums Neuwied
- Willscher, Andreas (* 1955), deutscher Kirchenmusiker und Komponist
- Willscher, Gustav (1882–1937), österreichisch-schlesischer Heimatdichter und Komponist
- Willschrei, Karl Heinz (1939–2003), deutscher Drehbuchautor

### Willsh
- Willshaw, David (* 1945), britischer Informatiker, Neurowissenschaftler und Kognitionswissenschaftler

### Willsi
- Willsie, Brian (* 1978), kanadischer Eishockeyspieler und -funktionär

### Willso
- Willson, Andrea (* 1962), deutsche Drehbuchautorin und Filmproduzentin
- Willson, Augustus E. (1846–1931), US-amerikanischer Politiker, Gouverneur von Kentucky
- Willson, Brian (* 1941), US-amerikanischer Kriegsveteran und Friedensaktivist
- Willson, Dixie (1890–1974), US-amerikanische Autorin
- Willson, Grant (* 1939), US-amerikanischer Chemiker
- Willson, Henry (1911–1978), US-amerikanischer Hollywood-Agent
- Willson, Laurel Rose (1941–2002), amerikanische Sängerin, Klavierspielerin und Schriftstellerin
- Willson, Luke (* 1990), kanadischer American-Football-Spieler
- Willson, Mary Ann, US-amerikanische Künstlerin der Folk-Art
- Willson, Meredith (1902–1984), US-amerikanischer Musical- und Schlagerkomponist, Dirigent, Flötist und Liedtexter
- Willson, Paul (* 1945), US-amerikanischer Schauspieler und Drehbuchautor
- Willson, Robert Wheeler (1853–1922), US-amerikanischer Astronom
- Willson, Russell (1883–1948), US-amerikanischer Offizier, Vizeadmiral der US-Navy
- Willson, Simon, chilenischer Jazzmusiker (Kontrabass)
- Willson, Thomas (1860–1915), kanadischer Erfinder und Unternehmer
- Willson-Piper, Marty (* 1958), britischer Songwriter, Musiker und Dichter

### Willst
- Willstätter, Leopold (1851–1902), deutscher Bankier
- Willstätter, Richard (1872–1942), deutscher Chemiker und Hochschullehrer, NobelpreisträgerRichard Willstätter (1872–1942)

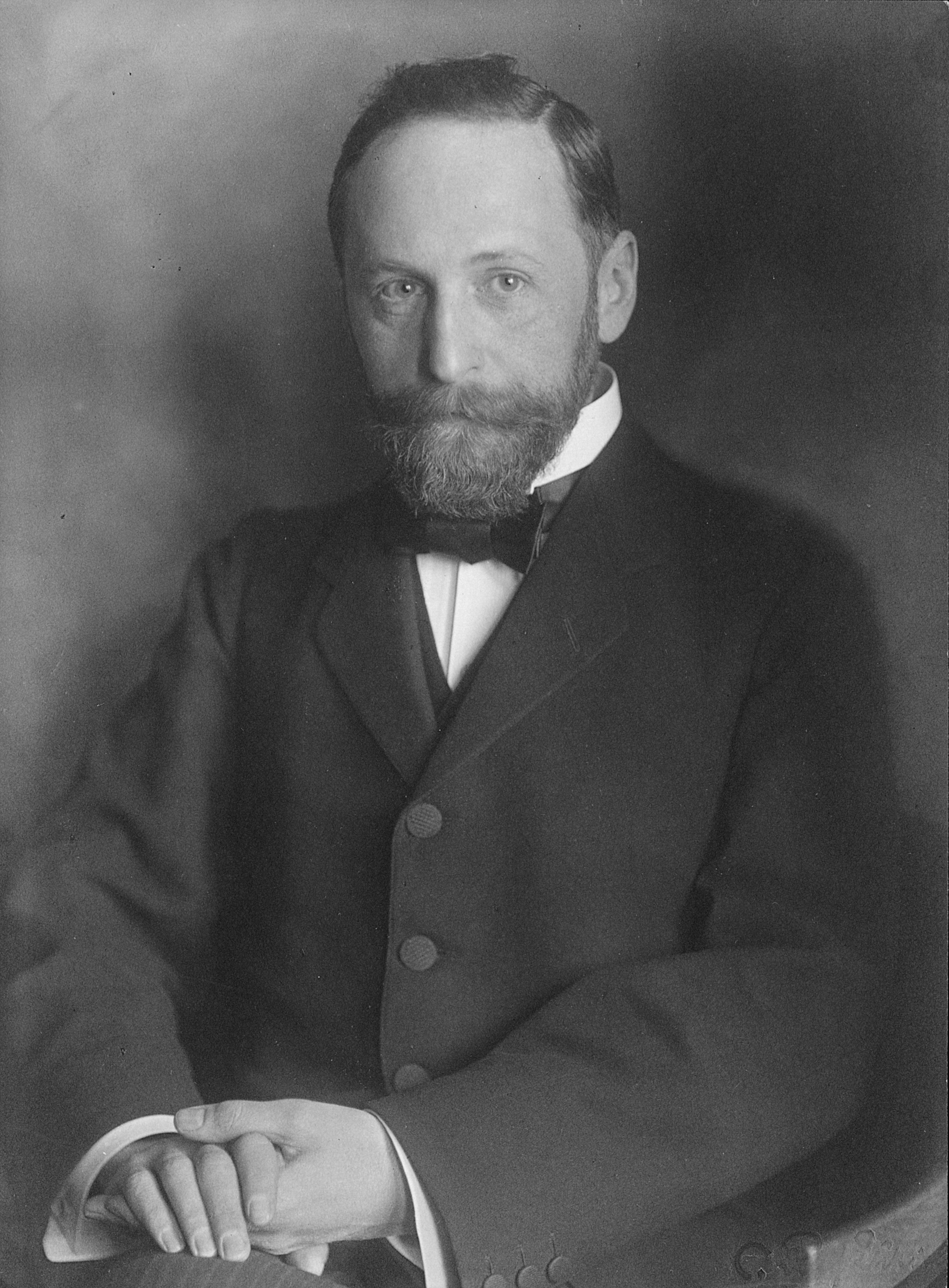
Richard Willstätter (1872–1942)

- Willstedt, Therese (* 1984), schwedische Regisseurin und Choreografin
- Willstrop, Christy (* 1963), englischer Squashspieler
- Willstrop, James (* 1983), englischer Squashspieler